# Summer of '42
Summer of '42 (Brasil: Houve Uma Vez Um Verão / Verão de 42 / Portugal: Verão de 42) é um filme estadunidense lançado em 1971 dos gêneros dramédia, romance e amadurecimento, baseado nas memórias do roteirista Herman "Hermie" Raucher. Conta a história de como Raucher, no início de sua adolescência durante as férias de verão de 1942 na ilha de Nantucket (na costa de Cape Cod), vive uma paixão platônica com uma jovem mulher chamada Dorothy, cujo marido foi lutar na Segunda Guerra Mundial.
O filme foi dirigido por Robert Mulligan e estrelou Gary Grimes como Hermie, Jerry Houser como seu melhor amigo Oscy, Oliver Conant como seu jovem amigo nerd Benjie e Jennifer O'Neill como Dorothy, além de Katherine Allentuck e Christopher Norris como uma dupla de garotas com quem Hermie e Oscy tentam ficar; Mulligan também tem um papel não creditado como o locutor do filme que é Hermie adulto. Maureen Stapleton (mãe de Allentuck) também aparece em um pequeno papel de voz sem créditos.
Uma novelização homônima do longa feita por Raucher de seu roteiro foi lançada antes do lançamento do filme e se tornou um best-seller, a ponto de o público perder de vista o fato de que o livro era baseado no filme e não vice-versa. Embora tenha sido um fenômeno da cultura pop na primeira metade da década de 1970, a novelização ficou esquecida com o tempo e se tornou obsoleta nas duas décadas seguintes, até que uma adaptação da Broadway em 2001 a trouxe de volta à luz para o público, levando a Barnes & Noble a adquirir os direitos da publicação. O filme foi seguido por uma sequência, Class of '44, também escrita por Raucher, com dois dos principais atores, Grimes e Houser, reprisando seus papéis.

## Enredo
O filme se inicia com uma locução oculta em primeira pessoa de Hermie Raucher, um homem de meia-idade que lembra de suas memórias nostálgicas sobre sua primeira experiência amorosa. Hermie passa a contar suas lembranças da adolescência de quando passava suas férias na ilha de Nantucket, Massachusetts, dando início à história do filme.
No verão do ano de 1942, o jovem Hermie de quinze anos de idade passa suas férias na ilha com seus dois amigos: o esperto Oscy e o introvertido nerd Benjie. Rotineiramente, eles passam a observar escondidos uma bela moça moradora do local, mulher esta que desperta em Hermie um interesse amoroso embora a moça seja noivada. Após o companheiro da mulher partir para servir como soldado na Segunda Guerra, Oscy força Hermie a tentar uma investida nela, mas o garoto, morrendo de vergonha, não consegue puxar um assunto com a moça. Durante um dia, após presenciar a mulher deixando cair suas compras do mercado no meio da rua, Hermie se oferece para ajuda-la a levar suas coisas para sua casa, o que ela aceita de bom grado, assim a conhecendo finalmente; os dois chegam na casa dela onde bebem café e conversam amigavelmente antes de Hermie ir embora.
Posteriormente, Hermie e seus amigos descobrem um manual do sexo achado por Benjie em sua casa; eles ficam convencidos de que, com a ajuda do livro, irão saber tudo o que é necessário para perderem a virgindade e passam a utiliza-lo escondido dos pais de Benjie para tentar investir em algumas meninas da ilha. Em uma noite, o trio sai para assistir um filme no cinema e conhece na fila da bilheteria três amigas chamadas Miriam, considerada a mais "atraente" por Oscy e tornando seu alvo para perder a virgindade, Aggie, que é destinada para o mesmo fim para Hermie, e Gloria, uma garota corpulenta que usa aparelho deixada para Benjie; Benjie, contudo, pressionado pela pressa de Oscy, foge da fila e obriga Gloria, agora sem par, a ir embora. Enquanto eles estão esperando na fila do cinema, a jovem mulher aparece cumprimentando Hermie e pergunta se ele pode ajudá-la a mover algumas caixas para o sótão em sua casa no dia seguinte, a qual ele aceita. Durante a sessão, Oscy e Hermie tentam "agir" com Miriam e Aggie, respectivamente, enquanto assistem ao filme; Oscy, após levar alguns tapas de Miriam, consegue beijá-la, enquanto Hermie timidamente toca numa região do corpo de Aggie que pensa ser os seios; após o fim do filme, Hermie se vê tendo sucesso com Aggie, uma vez que ele acredita que finalmente acariciou o seio de uma mulher, mas Oscy depois aponta que Hermie estava tocando, na verdade, no braço da menina.
Na manhã seguinte, Hermie vai até a casa da mulher e a ajuda a levar as tais caixas para o sótão como ela havia pedido anteriormente e ela agradece, dando-lhe um beijo na testa. Mais tarde, em preparação para um churrasco de marshmallow na praia com Aggie e Miriam, Hermie vai à farmácia da cidade; em uma sequência dolorosamente bem-humorada, ele cria coragem para pedir preservativos ao farmacêutico. Naquela noite, Hermie assa os marshmallows com Aggie, enquanto Oscy consegue fazer sexo com Miriam entre as dunas da praia; Oscy se sai tão bem-sucedido na sua "investida" que, durante alguns intervalos, ele se aproxima de Hermie para pedir mais preservativos. Confusa com o que está acontecendo, Aggie segue Oscy de volta para a duna, onde ela o vê fazendo sexo com Miriam e corre para casa, assustada.
No dia seguinte, Hermie encontra novamente a mulher sentada do lado de fora da casa dela escrevendo uma carta para o marido. Hermie se oferece para visitá-la naquela noite, a qual ela o autoriza revelando que seu nome é Dorothy. Hermie, que está bastante excitado, vai para casa de Dorothy no horário combinado vestindo um traje social encontrando Oscy no caminho; Oscy conta que o apêndice de Miriam estourou e que ela foi levada às pressas para o continente. Hermie, convencido de que ele está à beira da vida adulta por causa de seu relacionamento com Dorothy, faz pouco caso de Oscy, o deixando com raiva.
Ao chegar na casa de Dorothy, Hermie testemunha a bela moça chorando pois esta acabara de receber uma carta do Exército dos Estados Unidos informando que seu noivo foi morto durante a guerra; quando o garoto tenta consolá-la, Dorothy liga a sua vitrola, o abraça e começa a dançar com Hermie, apesar de ainda chorar; eles passam a trocar carícias e beijos até que ela lentamente o leva para o seu quarto, despindo-se e atraindo-o para sua cama onde gentilmente fazem amor. Após um tempo, Dorothy se veste novamente e desce para fumar na varanda; Hermie, após se vestir, também desce e encontra Dorothy aos prantos. Após desejarem boa noite um para o outro, Hermie vai embora da casa da mulher dando uma última olhada na varanda.
Ao amanhecer, Hermie vê Oscy novamente e os dois reconciliam sua amizade, com Oscy informando Hermie que Miriam se recuperará após uma operação para remoção do apêndice, embora a menina não volte mais para a ilha. Hermie volta para a casa de Dorothy e descobre que a mulher foi embora da ilha durante a noite deixando um envelope pregado na porta da varanda para ele. Ao abrir, Hermie encontra uma carta escrita por Dorothy, dizendo que ela espera que ele entenda que ela deve voltar para casa, pois ela tem muito o que fazer, e que nunca o esquecerá, esperando que um dia ele encontre sua maneira de lembrar e entender o que aconteceu na noite anterior; o bilhete termina com Dorothy escrevendo que torcerá para que Hermie seja poupado das tragédias sem sentido da vida.
Na cena final Hermie, agora mais maduro, é visto na areia da praia olhando para a casa antiga de Dorothy antes dele se juntar a seus amigos ao longe. Ao encerrar sua história, Hermie diz que, infelizmente, nunca mais viu Dorothy e nem sequer recebeu notícias dela desde então.

## Elenco
- Gary Grimes...Hermie
- Jennifer O'Neill...Dorothy
- Jerry Houser...Oscy
- Oliver Conant...Benjie
- Christopher Norris...Miriam
- Katherine Allentuck...Aggie
- Lou Frizzell...farmacêutico
- Walter Scott...noivo de Dorothy (sem créditos)

O diretor Robert Mulligan interpreta a locução em primeira pessoa de Hermie mais velho. Maureen Stapleton tem uma participação especial não creditada como Sophie, a mãe de Hermie.

## Produção
Herman Raucher escreveu o roteiro do filme na década de 1950 durante sua função de roteirista televisivo, mas não o divulgou por medo das pessoas relacionarem sua história à pedofilia. Nos anos 1960, ele conheceu o diretor Robert Mulligan, mais conhecido por dirigir To Kill a Mockingbird; Raucher mostrou a Mulligan o roteiro e Mulligan o levou à Warner Bros., onde o diretor argumentou que o filme poderia ser rodado por um preço de um milhão de dólares, um valor relativamente baixo para a época, fazendo o estúdio aprovar sua produção. A Warner, contudo, tinha tão pouca fé que o filme se tornasse um sucesso de bilheteria que o estúdio evitou pagar a Raucher pelo roteiro, prometendo-lhe, num acordo, dez por cento do total da receita.
Quando procurava alguém para o papel de Dorothy, a Warner Bros. se recusou a fazer o teste de atrizes com menos de trinta anos; o agente de Jennifer O'Neill, que havia gostado do roteiro, convenceu o estúdio a fazer um teste com sua cliente, que tinha apenas 22 anos na época. O'Neill fez o teste para o papel, embora hesitantemente, não querendo realizar nenhuma cena de nudez. O'Neill conseguiu o papel e Mulligan concordou em encontrar uma maneira de fazer o filme sem utilizar nudez explícita.
A ilha de Nantucket sofreu tantas mudanças estéticas em suas casas até os anos 1970 a ponto de pouco parecer um típica ilha do início da década de 1940. Com isso, as locações do filme foram para Mendocino, Califórnia, na Costa Oeste dos Estados Unidos. As filmagens ocorreram ao longo de oito semanas, durante as quais O'Neill fora separada socialmente dos três garotos escalados para o filme a fim de garantir que eles não se aproximassem dela, numa tentativa de diminuição da sensação de constrangimento por parte da imprensa uma vez que os três atores eram menores de idade. A produção decorreu sem problemas, terminando dentro do prazo.
Após a produção, a Warner Bros., ainda cautelosa com a possibilidade do filme não conseguir sucesso comercial, pediu a Raucher que adaptasse seu roteiro em um livro. Raucher o escreveu em três semanas e a Warner Bros. o lançou antes do filme para aumentar o interesse do público pela história. O livro rapidamente se tornou um best-seller nacional de modo que quando os trailers do filme foram exibidos nos cinemas estes apresentaram a inscrição "baseado no best-seller nacional", apesar de o filme ter sido concluído primeiro. Por fim, o livro se tornou um dos romances mais vendidos da primeira metade da década de 1970, exigindo vinte e três relançamentos entre 1971 e 1974 para atender à alta demanda dos leitores.

## Base factual
O filme (e o romance subsequente) foram memórias escritas por Herman Raucher; as duas adaptações detalharam os eventos de sua vida ao longo do verão que ele passou na ilha de Nantucket em 1942, quando tinha quatorze anos de idade. Originalmente, o filme era uma homenagem ao seu amigo Oscar "Oscy" Seltzer, um médico de combate morto na Guerra da Coréia. Seltzer foi morto a tiros em um campo de batalha na Coréia enquanto cuidava de um homem ferido; isso aconteceu no aniversário de Raucher e, consequentemente, Raucher não comemora um aniversário desde então. Durante o curso de roteiro, entretanto, Raucher chegou à conclusão de que, apesar de crescer com Oscy e ter se ligado a ele durante seus anos de formação, os dois nunca tiveram realmente uma proximidade significativa ou se conheceram em um nível mais pessoal.
Considerando isso, Raucher decidiu se concentrar na primeira grande experiência adulta de sua vida, a de se apaixonar pela primeira vez. Dorothy era uma colega de férias na ilha com quem Raucher, na época com quatorze anos, havia feito amizade um dia, quando a ajudou a levar mantimentos para casa; ele se tornou amigo dela e do marido e a ajudou nas tarefas depois que o seu esposo foi chamado para lutar na Segunda Guerra Mundial. Na noite memorizada no filme, Raucher veio visitá-la aleatoriamente, sem saber que sua chegada foi apenas alguns minutos depois que ela recebeu a notificação da morte de seu marido; ela estava confusa e chateada, bebia muito e chamou Raucher várias vezes pelo nome do marido. Embora ambos tenham se despido parcialmente e trocado vários beijos e carícias, Raucher e Dorothy jamais tiveram relações sexuais naquela noite, ao contrário do que foi mostrado no filme. Raucher admitiu isso em uma entrevista de 2002, dizendo que estava com ela na maior parte do tempo, mas no filme "nós deixamos você [o espectador] pensar o que quer".
Na manhã seguinte, Raucher descobriu que Dorothy havia deixado a ilha, deixando uma carta para ele (que é lida no final do filme e reproduzida no livro). Ele nunca mais a viu. Seu último "encontro" com ela, mostrado em um episódio do programa estadunidense The Mike Douglas Show, ocorreu após o lançamento do filme em 1971, quando ela era uma das mais de uma dúzia de mulheres que escreveram cartas a Raucher alegando ser "sua" Dorothy. Raucher reconheceu a caligrafia "real" de Dorothy e ela confirmou sua identidade fazendo referências a alguns eventos que somente eles poderiam ter testemunhado. Ela, que na época estava residindo em Canton (Ohio), disse a Raucher que havia vivido anos com a culpa de que o havia traumatizado e arruinado a vida dele, apesar de ter seguido sua vida normalmente arranjando outro marido e formado uma família com filhos e netos; Dorothy disse a Raucher que estava feliz por ele ter ficado bem apesar de tudo e que era melhor não voltarem a visitar o passado.
Em uma entrevista da Scripps Treasure Coast Publishing em 2002, Raucher lamentou nunca mais ter tido notícias dela e expressou sua esperança de que ela ainda estivesse viva. A novelização de Raucher do roteiro, com a dedicação "Para quem eu amo, no passado e no presente", serve mais como uma homenagem a Seltzer que ele pretendia que o filme fosse, com o foco do livro mais no relacionamento dos dois amigos do que o relacionamento de Raucher com Dorothy. O livro também menciona a morte de Seltzer, que está ausente na adaptação do filme.

## Recepção
O filme se tornou um grande sucesso de bilheteria, arrecadando mais de US$ 32 milhões, tornando-se o sexto filme de maior bilheteria de 1971 e um dos filmes mais lucrativos da história considerando seu modesto custo de um milhão de dólares; além disso, estima-se que a compra e o aluguel de home video do filme nos Estados Unidos renderam mais vinte milhões e meio de dólares desde a década de 80. Sobre esse ponto, Raucher disse em maio de 2002 que seus dez por cento da receita bruta prometidos pela Warner Bros., além dos royalties das vendas dos livros, "pagam [suas] contas até hoje".
Summer of '42 recebeu críticas positivas. O site agregador de críticas Rotten Tomatoes reportou um índice de aprovação de 77% com base em 22 avaliações, com uma classificação média de 6,7/10.

### Prêmios e indicações
O filme foi nomeado para mais de uma dúzia de prêmios, incluindo o Globo de Ouro de Melhor Filme - Drama e Melhor Diretor, e cinco indicações ao Óscar de Melhor Trilha Sonora Original, Melhor Cinematografia, Melhor Edição, Melhor Redação e Melhor Roteiro. Por fim, o filme venceu o Óscar de melhor Trilha Sonora Original e um Prêmio BAFTA na categoria de Melhor trilha sonora, sendo Michel Legrand o recipiente em ambas as cerimônias.
Oscar 1972 (EUA)
- Venceu na categoria de melhor trilha sonora, assinada por Michel Legrand.
- Indicado nas categorias de melhor edição, melhor roteiro original e melhor fotografia.

Prêmio Eddie 1972 (American Cinema Editors, EUA)
- Venceu na categoria de melhor edição.

BAFTA 1972 (Reino Unido)
- Michel Legrand recebeu o troféu Anthony Asquith pela música do filme.
- Gary Grimes foi indicado na categoria de ator mais promissor.

Globo de Ouro 1972 (EUA)
- Indicado nas categorias de melhor diretor - cinema, melhor filme - drama, melhor trilha sonora original e ator mais promissor (Gary Grimes).

Festival Internacional de Cine de Donostia - San Sebastián 1971 (Espanha)
- Robert Mulligan recebeu o troféu Concha de Prata

## Sequência
Em 1973, o filme foi seguido por Class of '44, um filme slice of life sobre as experiências de Herman Raucher e Oscar Seltzer na faculdade. Class of '44 retratam como os garotos enfrentaram o serviço militar no último ano da Segunda Guerra Mundial. O único membro da equipe de Summer of '42 a retornar ao projeto foi o próprio Raucher, que escreveu o roteiro; um novo diretor e compositor foi contratado para substituir Mulligan e Legrand. Dos quatro principais membros do elenco do filme anterior, apenas Jerry Houser e Gary Grimes retornaram para papéis de destaque, com Oliver Conant fazendo duas breves aparições, totalizando menos de dois minutos de tempo na tela. Jennifer O'Neill não apareceu no filme e sua personagem Dorothy sequer foi mencionada.
O filme é conhecido por apresentar John Candy jovem e esbelto aparecendo brevemente em seu primeiro papel no cinema. O filme recebeu críticas ruins; as únicas três críticas disponíveis no Rotten Tomatoes são tremendamente negativas. O Channel 4 da Inglaterra chamou-o de "uma grande decepção", enquanto que o jornal The New York Times afirmou: "A única coisa que merece atenção em Class of '44 é o contexto do período pós-Segunda Guerra [...]".

### Tentativa deremakes
Nos anos que se seguiram ao lançamento do filme, a Warner Bros. tentou recomprar os dez por cento do filme de Raucher, bem como seus direitos sobre a história, para que ela pudesse ser refeita, mas Raucher sempre recusou. O filme de 1988 Stealing Home tem inúmeras semelhanças com Summer of '42 e Class of '44, com vários incidentes (principalmente uma subtrama que trata da morte prematura do pai do protagonista e a resposta do protagonista a este acontecimento) parecendo ter sido tirado diretamente da própria vida de Raucher; Jennifer O'Neill afirmou em 2002 que acredita que Stealing Home foi uma tentativa real de se produzir um remake de Summer of '42.